# Batocera matzdorffi
Batocera matzdorffi är en skalbaggsart som beskrevs av Kriesche 1915. Batocera matzdorffi ingår i släktet Batocera och familjen långhorningar. Inga underarter finns listade.